# Liste der Bodendenkmäler in Obermaiselstein
Auf dieser Seite sind die Bodendenkmäler in der schwäbischen Gemeinde Obermaiselstein zusammengestellt. Diese Tabelle ist eine Teilliste der Liste der Bodendenkmäler in Bayern. Grundlage ist die Bayerische Denkmalliste, die auf Basis des Bayerischen Denkmalschutzgesetzes vom 1. Oktober 1973 erstmals erstellt wurde und seither durch das Bayerische Landesamt für Denkmalpflege geführt wird. Die folgenden Angaben ersetzen nicht die rechtsverbindliche Auskunft der Denkmalschutzbehörde.

## Bodendenkmäler der Gemeinde Obermaiselstein

### Bodendenkmäler in der Gemarkung Obermaiselstein
| Lage                       | Objekt | Akten-Nr.     | Bild |
| -------------------------- | --- | ------------- | ---- |
| Obermaiselstein (Standort) | Burgstall des Mittelalters (Burgschrofen). | D-7-8527-0009 |      |
| Obermaiselstein (Standort) | Mittelalterliche und frühneuzeitliche Befunde im Bereich der ehemalige Katholischen Pfarrkirche St. Katharina in Obermaiselstein und ihrer Vorgängerbauten. | D-7-8527-0061 |      |